# كيث
كيث (بالإنجليزية: Keith)‏ هو مغني أمريكي، ولد في 17 مايو 1949 في فيلادلفيا في الولايات المتحدة.

## وصلات خارجية
- كيث على موقع IMDb (الإنجليزية)
- كيث على موقع ميوزك برينز (الإنجليزية)
- كيث على موقع ديسكوغز (الإنجليزية)